# Онагр (пушка)
Онагр — старинное русское именное артиллерийское орудие (медная пищаль), которое отлил в 1581 году мастер-пушкарь Первой Кузмин.

## История создания
В конце Ливонской войны царь Иван Грозный приказал отлить ряд крупных осадных орудий (пищалей), чтобы восполнить потери артиллерии в ходе войны. Одним из таких орудий стала пищаль «Онагр». Руководил работой известный мастер-литейщик Первой Кузмин. «Онагр» — единственное крупное орудие этого мастера, дошедшее до наших дней.

## Описание
Орудие представляет собой бронзовую пушку массой ствола около 4300 кг, длина ствола 5 аршин 14 вершков (4180 мм). Вес ядра составлял 40 фунтов. Диаметр ствола составляет 180 мм. Поверхность ствола украшена поперечными поясками и рельефным растительным орнаментом. На правой стороне дульной части — литое изображение единорога, чудовища в виде лошади с длинным рогом на лбу, которое считалось эмблемой счастья и удачи. Его изображение часто встречалось на оружии и броне в XVI–XVII веках. Под изображением надпись: «Онагр». На казенной части орудия поперек ствола идет надпись: «Божиею милостию повелением государя царя и великого князя Ивана Васильевича всея Руси зделана пищаль Онагр в лета 7089 (1581) делал Первой Кузмин». 

## История
Пищаль не использовалась в больших походах конца XVI столетия. В годы Смутного времени пищаль была захвачена польско-литовскими интервентами и вывезена в Вильно. Там она находилась до 1655 года, пока столица Великого княжества Литовского не была занята русской армией в ходе Государева похода 1655 года. По указу царя Алексея Михайловича все русские трофейный орудия должны были быть возвращены. «Онагр» по началу переправили в Шклов, где для него должны были подобрать боеприпасы («по сту ядер»). Однако ядер такого размера не нашлось и орудие было переправлено по Днепру в Смоленск, в арсенале которого оставалось до начала XVIII века.
В росписи смоленской артиллерии 1667–71 гг. указано: «В Казенном амбаре, что на Облони: Пищаль медная Русского литья, прозвище ей «Онагр», в станку на колесах, ядром пуд 7 гривенок, длина 6 аршин без двух вершков невступно. На ней подпись Русским письмом: "Божиею милостию, повелением государя царя Ивана Васильевича всея Руси, сделана пищаль Онагр в лета семь тысяч восемьдесят девятое [1581], делал Первой Кузмин". На ней же уши с личинами, у казны и подле ушей и у дула травы, у дула ж вылит зверь, подписан Русским письмом "Онагр"; за казною вылит репей. Весу не написано; к ней 100 ядер. Привезена из Вильны во 164 году до Шклова, а из Шилова рекою Днепром окольничий Никифоръ Сергеевич Собакин прислал в Смоленск Александрова полка Гибсона с капитаном Березниковым»..
17 декабря 1703 года по указу Петра I воеводам было поручено «В Смоленске мозжеры и пушки медныя и железныя и всякие ... осмотреть и описать. И будет явятся которые под гербами окресных государей ... взятые на боях, где воинским случаем и те все собрав, взять к Москве и для памяти на вечную славу поставить в новопостроенном Цейхгаусе». на основании этого указа после 1704 года Онагр был доставлен в Москву и помещён в Цейхгаузе. В 1835 году для пушки был сделан декоративный лафет, на котором пищаль находится сейчас.

## Современное состояние
Орудие является частью экспозиции Московского Кремля (№ Арт-733/1-2). Выставлено на декоративном литом лафете XIX столетия у стен Арсенала.